# Giuseppe Pontiggia
Giuseppe Pontiggia (n. 25 septembrie 1934, Como, Lombardia, Regatul Italiei – d. 27 iunie 2003, Milano, Italia) a fost un scriitor italian.
A câștigat Premiul Strega în 1989 pentru La grande sera.